# Dehiscentie (plantkunde)

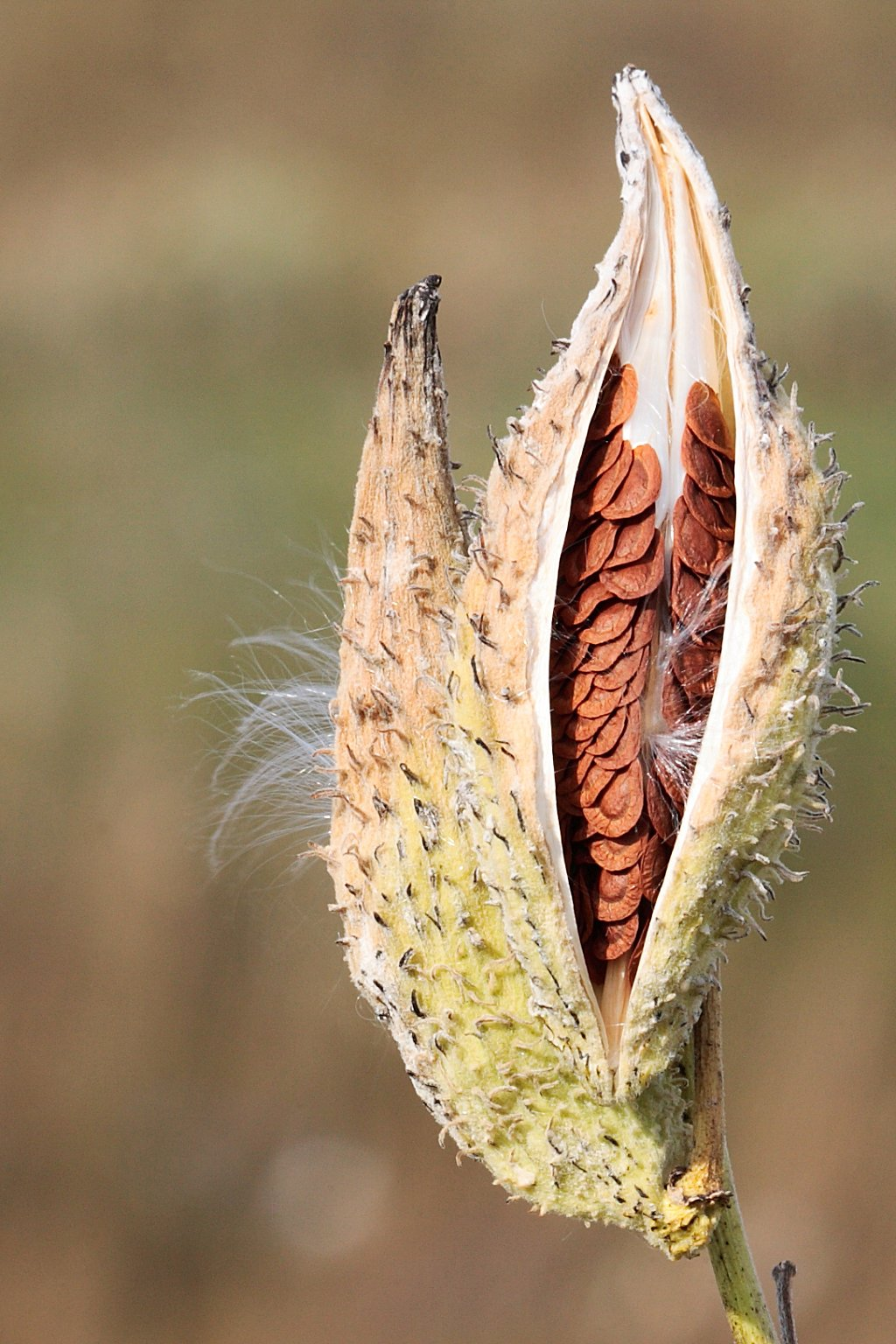
Dehiscentie bij de zijdeplant. De vrucht is opengespleten zodat de zaden kunnen vrijkomen

Dehiscentie is het bij rijpheid openspringen van de vrucht, helmknop of het sporangium van een plant, waarbij de inhoud kan vrijkomen. Hierdoor kunnen de zaden, stuifmeelkorrels of sporen, die voor de voortplanting zorgen, zich verspreiden. Meestal zijn er van tevoren al een aantal zwakke plekken die het openspringen vergemakkelijken. 
Dehiscentie kan op verschillende manieren plaatsvinden:
- Poricidale dehiscentie: door middel van poriën. De porie kan een deksel hebben, het operculum.
- Longitudinale dehiscentie: het onderdeel van de plant splijt in langwerpige richting open.
- Circumscissiele dehiscentie: het onderdeel van de plant heeft een kapje dat bij dehiscentie eraf springt.

## Vormen van dehiscentie

### Vruchten
Bij vruchten van zaadplanten kan dehiscentie spontaan plaatsvinden of onder invloed van droogte (xerochasie) of juist als de vrucht nat wordt (hygrochasie). 
Bij veel voor de landbouw belangrijke gewassen is gedurende het domesticatieproces door menselijke selectie het vermogen tot dehiscentie verdwenen. Dit was onder meer het geval bij gerst en Aziatische rijst, terwijl Afrikaanse rijst juist openspringende aren bleef houden. Het niet-openspringen is dan ook een van de mogelijke kenmerken van het domesticatiesyndroom bij planten.
Soms kan de dehiscentie explosief zijn. Een voorbeeld is de Hura crepitans (zandkokerboom, jabillo of posentri), die de zaden over een afstand van meer dan 100 meter lanceert. Deze boom wordt in het Engels ook wel dynamite tree genoemd. 

### Meeldraden
Bij helmknoppen vindt dehiscentie plaats door apoptose (de geprogrammeerde dood van cellen), waarbij ook uitdroging een rol speelt. Het deel van de helmknop waarin dit gebeurt is het stomium. Er wordt het volgende onderscheid gemaakt:
- Introrse dehiscentie: in de richting van het centrum van de bloem
- Extrorse dehiscentie: in de richting van de buitenkant van de bloem
- Latrorse dehiscentie: in de richting van de andere helmknoppen

### Sporangia
Bij varens komt dehiscentie alleen voor bij de Polypodiopsida (leptosporangiate varens). Rondom het sporangium bevindt zich een annulus waarvan de cellen dunne celwanden hebben. Bij droogte verdampt het vocht in deze cellen, waardoor ze inkrimpen en het sporangium openspringt.
Bij mossen is er gewoonlijk een annulus (dekselring) en een operculum (dekseltje), dat afvalt van het sporenkapsel bij rijpheid van de sporen. Een peristoom (mondbeslag) zorgt voor de dosering van de vrijkomende sporen. Soms is er geen operculum, maar gaat het sporenkapsel op een andere wijze open, bijvoorbeeld met spleten of door het vergaan van de wand van het sporenkapsel.
Bij levermossen gaat het sporenkapsel gewoonlijk open met vier kleppen. Tussen de sporen bevinden zich eencellige elateren, die de sporen naar buiten kunnen drukken.
Bij hauwmossen heeft het sporenkapsel overlangse spleten, waardoor de sporen naar buiten kunnen. Hier zorgen meercellige pseudo-elateren er voor dat de sporen naar buiten gaan.